# Acronyches geosarginus
Acronyches geosarginus là một loài ruồi trong họ Asilidae. Acronyches geosarginus được Papavero miêu tả năm 1971. Loài này phân bố ở vùng Tân nhiệt đới.